# Bronisław Pieracki
Bronisław Wilhelm Pieracki (28. května 1895 Gorlice - 15. června 1934 Varšava) byl polský politik a důstojník. Během první světové války bojoval v Piłsudského legiích a v roce 1917 byl povolán do rakousko-uherské armády. Od října 1918 sloužil v nové polské armádě a vedl obranu Lvova během polsko-ukrajinské války v letech 1918–1919.
Pieracki byl jedním ze spoluorganizátorů květnového puče Józefa Piłsudského v roce 1926 a poté jedním z nejbližších maršálových politických spolupracovníků. V letech 1928 až 1929 byl druhým zástupcem náčelníka generálního štábu armády, v letech 1929 až 1930 náměstkem ministra vnitra a od roku 1931 ministrem vnitra Polska. V této funkci byl odpovědný za boj s Organizací ukrajinských nacionalistů (OUN). V roce 1934 byl zavražděn OUN. Jeho násilná smrt znamenala začátek ještě radikálnějšího postupu tábora Sanace proti politické opozici v zemi. Posmrtně byl Pieracki povýšen na brigádního generála.